# Murphys Gesetz
Murphys Gesetz (englisch Murphy’s law) ist ein Aphorismus über menschliches Versagen bzw. Fehlerquellen in komplexen Systemen.
Es lautet:

“Anything that can go wrong will go wrong.”

„Alles, was schiefgehen kann, wird schiefgehen.“

Es geht wohl auf John W. Campbell Jr. (1910–1971) zurück (siehe Finagles Gesetz). Allerdings wurde es nach dem US-amerikanischen Ingenieur Edward Aloysius Murphy Jr. als Murphys Gesetz weltweit bekannt.
Die für ein Sprichwort übliche unveränderliche Formulierung erinnert an ein Naturgesetz. Allerdings wird Murphys Gesetz nicht als eine allgemein gültige Aussage angesehen. Üblicherweise wird es als eine lakonische Reaktion zitiert, wenn etwas schiefgeht, insbesondere wenn dies bereits vorher als möglich angesehen wurde. Weiterhin wird es warnend zitiert, um auszudrücken, dass eine mögliche Fehlerquelle unterschätzt wird.

## Entstehung
Der Ingenieur Captain Edward A. Murphy nahm 1949 am Raketenschlittenprogramm der US Air Force auf einem kalifornischen Testgelände teil. Bei dem Test sollte herausgefunden werden, welche Beschleunigungen der menschliche Körper aushalten kann. Anlässlich eines kostspieligen Experimentes wurden am Körper der Testperson sechzehn Messsensoren befestigt. Die Sensoren konnten auf zwei Arten befestigt werden: In der richtigen Position und in einer 90°-Abweichung von dieser. Das Experiment schlug fehl, weil jemand sämtliche Sensoren falsch angeschlossen hatte. Diese Erfahrung veranlasste Murphy, sein Gesetz zu formulieren. Die Urfassung lautete:

“If there’s more than one possible outcome of a job or task, and one of those outcomes will result in disaster or an undesirable consequence, then somebody will do it that way.”

„Wenn es mehrere Möglichkeiten gibt, eine Aufgabe zu erledigen, und eine davon in einer Katastrophe endet oder sonst wie unerwünschte Konsequenzen nach sich zieht, dann wird es jemand genau so machen.“

Einige Tage später zitierte Major John Paul Stapp dies bei einer Pressekonferenz.
Mit Murphys Gesetz haben sich vor allem Natur- und Ingenieurwissenschaftler auseinandergesetzt. Es wird in der modernen Technik als heuristischer Maßstab bzw. als Erfahrungswissen für Fehlervermeidungsstrategien in der Arbeitswelt angewendet (unter anderem in der Informatik und der Qualitätssicherung – Fail-Safe-Prinzip, beispielsweise Ausfallsicherheit durch redundante Systeme). Dies stellt das scheinbar witzige „Gesetz“ auf eine wissenschaftliche Basis.
Die reduzierte Variante des Gesetzes (Alles, was schiefgehen kann, wird auch schiefgehen) ist zudem systembezogen, das heißt, es ist nur auf geschlossene Systeme oder Versuchsanordnungen anwendbar. Sobald es auf zukünftige oder unabgeschlossene Handlungen oder Vorgänge angewandt wird, kann ein zunehmender Einfluss von (als ordnend empfundenen) Faktoren beobachtet werden, die das „Gesetz“ ins Wanken bringen, wie Stefan Klein bewiesen hat.

## Rezeption
Die Aussage von Murphys Gesetz wird allgemein nicht als wahr angesehen. Dass es trotzdem als wahr erscheint, wird gewöhnlich auf kognitive Verzerrung zurückgeführt bzw. als Bestätigungsfehler angesehen.
Dem Autor Ulf Heuner zufolge hat Murphys Gesetz weder etwas mit Entropie noch mit Zufall oder Wahrscheinlichkeit zu tun, sondern mit Notwendigkeit. Er führt als Beispiel an, dass, wenn ein altes, zerfallenes Haus irgendwann einstürze, dies dem Gesetz der Entropie und nicht Murphys Gesetz folgend geschehe. Stürzt ein Haus gleich nach Erbauung ein, dann sei etwas schiefgegangen. Das Paradoxe an Murphys Gesetz sei, dass für Dinge, die schiefgehen, sehr häufig Menschen verantwortlich seien, aber daneben bestimmte Faktoren, die nicht in der Macht einzelner Menschen stehen, dafür sorgen, dass etwas irgendwann (notwendigerweise) schiefgeht. Als solche Faktoren macht er z. B. unkontrollierbare Handlungen der Mitmenschen aus, unbewusste Sabotageakte unseres Gehirns, den eigenen, unbändigen Willen unseres Körpers oder die Tücke des Objekts. Unter Umständen könnten alle Faktoren zusammen die „Katastrophe“ herbeiführen.
Gelegentlich wird Murphys Gesetz fälschlicherweise dem Philosophen, Theologen und Amateurpsychologen Joseph Murphy zugeschrieben, dessen Theorie aber lautete: „Was man dem Unbewussten als wahr übermittelt, wird wahr.“
Murphys Gesetz wird oft persifliert. Diese Persiflagen ähneln Murphys Gesetz, haben aber nicht immer etwas damit zu tun und sind selten ernst gemeint. So wurde beispielsweise mit dieser Formulierung ein Bezug zum Fußball hergestellt: „Beim Fußball fällt immer dann ein Tor, wenn man sich gerade ein Bier holt“. Bei den Pfadfindern heißt es: „Der Rauch eines Lagerfeuers zieht immer dahin, wo man sitzt.“ In der Computerprogrammierung gibt es eine Regel, die Murphys Gesetz nachempfunden ist: Sie lautet: „Jedes fertige Programm, das läuft, ist veraltet.“ Es gibt sogar „Murphys goldene Kundenregeln“. Dazu dürfte der Grundsatz gehören: „Lächle … denn morgen wird es noch schlimmer“. Eine versöhnliche Ergänzung von Murphys Gesetz lautet: „[…] und man findet immer jemanden, der es wieder in Ordnung bringt.“
Eine Umkehrung von Murphys Gesetz findet sich in Yhprums Gesetz.

## Sonstiges
- Robert Matthews von der Aston University in Birmingham hat 1996 für seine Studien zu Murphys Gesetz, insbesondere für den Nachweis, dass Toastbrotscheiben einer ihnen innewohnenden Tendenz unterliegen, auf die mit Butter bestrichene Seite zu fallen, den Ig-Nobelpreis erhalten.[8]
- Im Film Interstellar (2014) von Christopher Nolan erklärt Familienvater Cooper seiner Tochter, sie hätten sie nicht etwa Murphy genannt, weil das etwas Schlechtes wäre, sondern weil der Grundsatz eigentlich heiße: Was passieren kann, wird passieren (What can happen will happen, Minute 6:10).
- Das Konzept der Trickserie Schlimmer geht’s immer mit Milo Murphy (engl. Originaltitel Milo Murphy’s Law) ist Murphys Gesetz. Die Hauptfigur Milo ist als ein Nachkomme Murphys dargestellt.
- Es erschienen mehrere Lieder über Murphys Gesetz, u. a. 2006 von Roger Cicero[9] und im Mai 2023  von Madeline Juno.[10]